# 臺灣體大足球隊
台灣體大足球隊（英語：National Taiwan University of Sport Football Team），為台灣國立臺灣體育運動大學成立的足球隊，目前教練為趙榮瑞，目前參加台灣企業甲級足球聯賽。

## 球隊歷史
2017年開始參加新成立的台灣企業甲級足球聯賽，成為企甲的創始球隊。
由於2020年4月與義大利馬貝（MAPEI）台灣總代理的璉紅實業簽下三年合約，在企甲正式名稱登錄為璉紅台體。
2024年改稱台中磐石，同年首次贏得台灣乙級足球聯賽冠軍，明年可以重返企業甲級足球聯賽。

## 球隊榮譽
- 大專校院足球運動聯賽 冠軍，8次 ：1997年、2000年、2005年、2006年、2007年、2008年、2009年、2015年
- 大專校院五人制足球錦標賽 冠軍，3次 ：2009年、2010年、2015年
- 台灣乙級足球聯賽冠軍，1次：2024年

### 國內最高聯賽歷屆排名
| 賽事                 | 年度    | 參賽隊名   | 排名 | 參賽隊數 |
| -------------------- | ------- | ---------- | ---- | -------- |
| 台灣企業甲級足球聯賽 | 2021    | 璉紅臺體   | 8    | 8        |
| 台灣企業甲級足球聯賽 | 2020    | 璉紅臺體   | 6    | 8        |
| 台灣企業甲級足球聯賽 | 2019    | 台灣體大   | 6    | 8        |
| 台灣企業甲級足球聯賽 | 2018    | 台體光磊   | 4    | 8        |
| 台灣企業甲級足球聯賽 | 2017    | 台體光磊   | 3    | 8        |
| 全國城市足球聯賽     | 2015-16 | 台灣體大   | 3    | 8        |
| 全國城市足球聯賽     | 2014    | 台中FC     | 3    | 8        |
| 全國城市足球聯賽     | 2013    | 台中市龍   | 3    | 8        |
| 全國城市足球聯賽     | 2012    | 台體       | 4    | 7        |
| 全國城市足球聯賽     | 2011    | HASUS台體  | 3    | 7        |
| 全國城市足球聯賽     | 2010    | HASUS台體  | 5    | 9        |
| 全國城市足球聯賽     | 2009    | 高市耀迪   | 1    | 6        |
| 全國城市足球聯賽     | 2008    | 家成興     | 2    | 8        |
| 企業足球聯賽         | 2008    | MOLTEN佐儀 | 3    | 8        |
| 全國男子甲組足球聯賽 | 2005    | 台灣體院   | 5    | 8        |
| 全國男子甲組足球聯賽 | 2004    | 台灣體院   | 4    | 8        |
| 全國男子甲組足球聯賽 | 2001    | 味丹台體   | 3    | 7        |
| 全國男子甲組足球聯賽 | 1999    | 台灣體院   | 4    | 7        |
| 全國男子甲組足球聯賽 | 1998    | 台灣體院   | 3    | 7        |

## 球員名單

### 男子足球隊
2022年台灣乙級聯賽名單
 更新日期 ：2022年3月10日 
註釋：國旗表示球員在國際足聯資格規則定義的國家隊。球員可能擁有一個以上非國際足聯國籍。
| 號碼 |          | 位置 | 球員   |
| ---- | -------- | ---- | ------ |
| 1    | 臺灣地區 | 门将 | 李秉翰 |
| 2    | 臺灣地區 | 中场 | 李鎮安 |
| 4    | 臺灣地區 | 后卫 | 許恩豪 |
| 6    | 臺灣地區 | 后卫 | 曾子豪 |
| 8    | 臺灣地區 | 中场 | 林吉福 |
| 9    | 臺灣地區 | 前锋 | 陳泓維 |
| 10   | 臺灣地區 | 前锋 | 高偉傑 |
| 11   | 臺灣地區 | 前锋 | 陳柏諭 |
| 12   | 臺灣地區 | 后卫 | 楊祐誠 |
| 13   | 臺灣地區 | 后卫 | 林聖祥 |
| 15   | 臺灣地區 | 中场 | 林杰民   |
| 16   | 臺灣地區 | 中场 | 楊英羣 |
| 17   | 臺灣地區 | 中场 | 陳彥愷 |

| 號碼 |          | 位置 | 球員   |
| ---- | -------- | ---- | ------ |
| 18   | 臺灣地區 | 门将 | 田軒進 |
| 20   | 臺灣地區 | 后卫 | 楊振鑫 |
| 21   | 臺灣地區 | 前锋 | 張 陽  |
| 22   | 臺灣地區 | 后卫 | 胡 荃  |
| 23   | 臺灣地區 | 后卫 | 黃子銘 |
| 25   | 臺灣地區 | 前锋 | 陳俊廷 |
| 27   | 臺灣地區 | 后卫 | 陳俊甫 |
| 28   | 臺灣地區 | 后卫 | 李彥瑋 |
| 29   | 马来西亚 | 前锋 | 李家獻 |
| 30   | 臺灣地區 | 前锋 | 譚亦善 |
| 31   | 臺灣地區 | 门将 | 黃孟瑋 |
| 33   | 臺灣地區 | 后卫 | 楊翔恩 |
| 34   | 臺灣地區 | 中场 | 邱文彥 |
| 35   | 臺灣地區 | 后卫 | 利亞設 |

## 職員名單
- 領隊 ︰
- 總教練 ︰ 趙榮瑞
- 教練 ︰
- 管理 ︰

## 外部連結
- 臺體大男子足球隊